# Макки, Аарон
Аарон Фицджеральд Макки (англ. Aaron Fitzgerald McKie; родился 2 октября 1972, Филадельфия, Пенсильвания, США) — американский профессиональный баскетболист и тренер.

## Ранние годы
Аарон Макки родился в городе Филадельфия (штат Пенсильвания), учился в Филадельфийской школе имени Саймона Граца, в которой играл за местную баскетбольную команду. В 1990 году она выиграла чемпионат Общественной лиги Филадельфии (англ. Philadelphia Public League), одержав 26 побед при 4 поражениях, Макки же стал в её составе лучшим игроком, набирая в среднем за игру по 18,9 очка, 9,9 подбора и 7,2 передачи.

## Студенческая карьера
После окончания школы Макки поступил в Темпльский университет, где в течение трёх лет выступал за команду «Темпль Оулс», в которой провёл успешную карьеру, набрав в итоге 1650 очков, 586 подборов, 301 передачу, 196 перехватов и 23 блок-шота. При Макки «Оулс» ни разу не выигрывали регулярный чемпионат и турнир конференции Atlantic 10, однако три года подряд выходили в плей-офф студенческого чемпионата США (1992—1994). В сезоне 1992/1993 годов «Совы» вышли в 1/4 финала турнира NCAA (англ. Elite Eight), где проиграли команде «Мичиган Вулверинс» (72—77).

## Карьера в НБА
Играл на позиции атакующего защитника, лёгкого форварда и разыгрывающего защитника. В 1994 году был выбран на драфте НБА под 17-м номером командой «Портленд Трэйл Блэйзерс». Позже выступал за команды «Детройт Пистонс», «Филадельфия-76» и «Лос-Анджелес Лейкерс». Всего в НБА провёл 13 сезонов. В 1993 году стал лауреатом приза имени Роберта Гизи, а также признавался баскетболистом года среди студентов конференции Atlantic 10. Всего за карьеру в НБА сыграл 793 игры, в которых набрал 5871 очко (в среднем 7,4 за игру), сделал 2587 подборов, 2126 передач, 912 перехватов и 164 блок-шота.
Свои лучшие годы в качестве игрока НБА Макки провёл в «Севенти Сиксерс», в рядах которых он выступал на протяжении восьми сезонов (1997—2005). Самым лучшим в его карьере был сезон 2000/2001 годов, в котором он сыграл в 76 играх, набирая в среднем за матч 11,6 очка и делая 4,1 подбора, 5,0 передачи, 1,4 перехвата и 0,1 блок-шота, за что по окончании чемпионата был признан лучшим шестым игроком НБА, став вторым игроком «Филадельфии» после Бобби Джонса в 1983 году, выигравшим награду в данной номинации.
В своём лучшем сезоне Макки дважды сделал трипл-дабл, причём в двух победных матчах подряд: 30 декабря 2000 года против «Сакраменто Кингз» (107—104) и 3 января 2001 года против «Атланта Хокс» (98—80). Кроме того в этом сезоне «Севенти Сиксерс» дошли до финала НБА, в котором в пяти играх проиграли «Лос-Анджелес Лейкерс», Макки же сыграл важную роль в плей-офф турнира, выступая в качестве резервиста Эрика Сноу и Аллена Айверсона, но иногда выходя и в стартовом составе.
12 августа 2005 года руководство «Филадельфии» отказалось продлевать с ним контракт, чтобы освободить зарплатную ведомость команды и уменьшить налоговые выплаты, учитывая размер его зарплаты и возраст игрока. 26 августа того же года Макки в качестве свободного агента подписал трудовое соглашение с «Лейкерс», где отыграл два сезона, однако в новой команде он сел в глубокий запас, сыграв за два года всего в 24-х играх. Такое положение дел его явно не устраивало, поэтому он решил завершить карьеру игрока и попробовать себя на тренерском поприще.

## Тренерская карьера
Летом 2007 года Аарон Макки официально объявил о завершении профессиональной карьеры игрока, а в октябре того же года стал помощником главного тренера родной команды «Филадельфия Севенти Сиксерс».
1 февраля 2008 года пытался возобновить игровую карьеру, подписав соглашение с командой «Мемфис Гриззлис». Вместе с Кваме Брауном и Джаварисом Криттентоном Макки был обменян «Лейкерс», права на него до сих пор принадлежали калифорнийцам, в «Гриззлис» на Пау Газоля, кроме того бывшая команда Газоля подписала договор с его младшим братом Марком и получила право выбора в первом раунде на драфте НБА 2008 и 2010 годов.
Несмотря на то, что Аарон был связан действующим контрактом с «Филадельфией», он решил присоединиться к «Мемфису» и попробовать свои силы в новой команде, однако до конца сезона так и не провёл в её составе ни одного матча, поэтому 9 мая того же года покинул её. В сентябре 2008 года Макки вернулся на прежнюю должность в тренерский штаб «Севенти Сиксерс», на которой работал до 2013 года.

## Проблемы с законом
22 июня 2008 года Аарон Макки был арестован и обвинён в уголовном преступлении, заключавшемся в нарушении решения суда, которое он совершил 8 апреля того же года. Его обвиняли в том, что он пытался купить два пистолета в оружейном магазине Абингтона, скрывая ранее вынесенный судебный вердикт, который запрещал ему приобретение огнестрельного оружия. Когда его спросили, зачем он пытался приобрести огнестрельное оружие в нарушение судебного постановления, он ответил, что хотел защитить своего ребёнка от сексуального преследования со стороны его интимного партнёра.